# Miryam Quiñones
Miryam Quiñones (? ?), perui énekesnő, dalszerző.

## Pályafutása
Szociológiát és kommunikációt tanult a Limai Egyetemen.[forrás?]

1998-tól 2003-ig a Silvio a la Carta együttes tagja volt abban az együttesben, amelyben Silvio Rodríguez kubai énekes-dalszerző dalait énekelte. Szólókarrierjével mind Peruban, mind külföldön sikert ért el, aminek köszönhetően már Spanyolországban, Kubában, Costa Ricában, Salvadorban, Hondurasban, Guatemalában, Bolíviában, Brazíliában, Ecuadorban, Argentínában és Chilében jól ismerik.
2002-től olyan neves énekesekkel lépett színpadra, mint Silvio Rodríguez, Vicente Feliú, Santiago Feliú, Frank Delgado, Samuel Águila, Pepe Ordás, Silvio Alejandro (Kuba), Adrián Goyzueta (Costa Rica), Francisco Villa (Chile), és a Negro y Blanco és Raúl Ybarnegaray nevű bolíviai duó. 2007 februárjában a kubai Silvio Rodríguez meghívott vendége (special guest) volt Limában.
2017-ben vagy 2018-ban valaki posztolt egy videót a Facebookon, ennek hatására Quiñones részt vett a PFC Day-en, mondván: „Gyönyörű a gondolat, hogy zenén keresztül kapcsoljuk össze a világot.”

## Albumok
- 2001: Miryam Quiñones canta a Silvio Rodríguez
- 2002: Miryam Quiñones en vivo I
- 2004: Miryam Quiñones en vivo II
- 2012: Eternamente Chabuca
- 2013: Con el Alma en Vilo
- 2013: De Amor y Trova...
- 2015: Las flores buenas de Javier, with Vicente Feliú

## Filmek
- Miryam Quiñones az IMDb-n[2]